# Костёл Святых Петра и Павла (Водыне)
Парафия св. Апостолов Петра и Павла в Водыне.

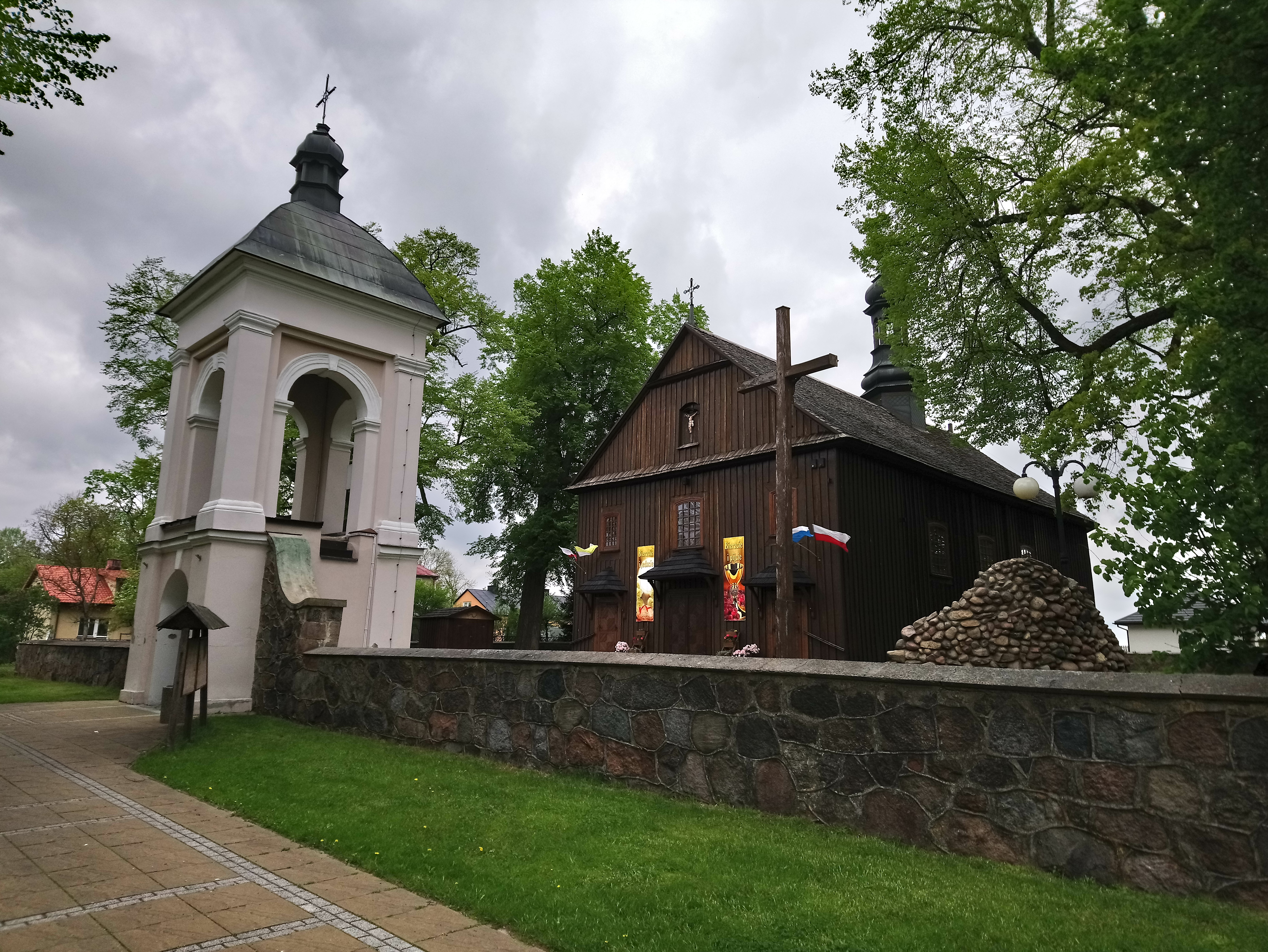

В 1445 году Стефан Водыньски, владевший местечком, построил деревянный костел как филиал приходского в Серочине, а затем в 1558 году был основан отдельный приход. Шведы сожгли храм в 1657 году, и через два года отец Кшиштоф Хоиньски на свои средства построил новый деревянный костел, просуществовавший до 1776 года, и в том же году нынешный деревянный приходской костел был построен на средства Аниелы Залуской, а в следующем году костел освятил епископ Киевский Францишек Оссолинский. Интерьер в стиле барокко.

Существующий храм был построен в 1776 году из дерева на средства Анелы Залуской. В 1777 году его освятил киевский епископ Францишек Оссолинский. В двадцатых годах двадцатого века интерьер был оштукатурен. В 70-80-е гг. в XX веке в храме была проведена капитальная реконструкция.

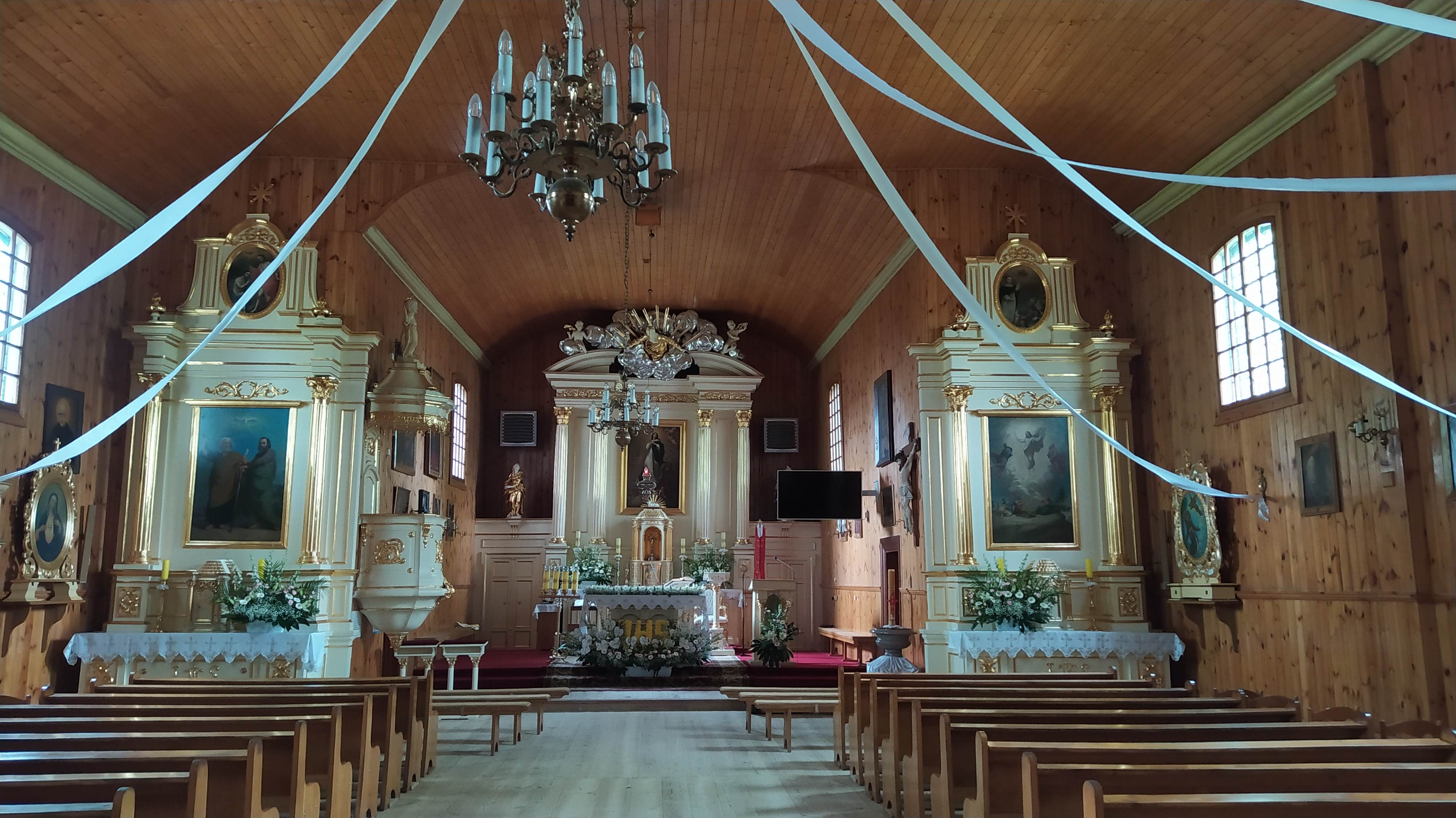
Внутреннее убранство костела

Это однонефное, неориентированное сооружение с каркасной структурой, усиленное лисицами и вертикально обшитое досками. Он состоит из меньшего алтаря от нефа, частично отделенного снаружи от нефа, прямоугольно замкнутого с двух сторон двухэтажной ризницы. В передней части нефа находится крыльцо, равное по ширине нефу. На фасаде над входом находится ниша с крестом XVI века. Крыша костела односкатная, покрыта галькой, образует широкий карниз над пресвитерием. Над входом небольшая крыша. На гребне возвышается восьмиугольная башня для колокола, увенчанная жестяным куполом с фонарем. Интерьер храма отделан панелями. Внутри плоские граненые потолки. Музыкальный хор с органом 1972 года производства Мариана Навротаза Вронка. Главный алтарь и два боковых алтаря представляют собой стиль барокко и относятся ко второй половине XVIII века. Позднеготический крест относится к XVIII веку.

## Сноски
1. 1 2  Wodynie - kościół drewniany. www.kosciolydrewniane.pl. Дата обращения: 25 мая 2021. Архивировано 25 мая 2021 года.
2. ↑  Wodynie - kościół p.w. św. Piotra i Pawła - Drewniane Mazowsze. www.drewnianemazowsze.pl. Дата обращения: 25 мая 2021. Архивировано 15 мая 2021 года.